# Karlo, grof Valoisa
Karlo (Charles; 12. ožujka 1270. — 16. prosinca 1325.) bio je francuski kraljević i grof Valoisa. Član dinastije Capet i osnivač dinastije Valois, Karlo je bio jedan od sinova kralja Filipa III. i njegove supruge Izabele Aragonske te brat kralja Filipa IV. Lijepog, preko kojeg je bio stric Filipa V. Visokog. Rođak kraljeva, Karlo nikada nije postao francuski kralj, ali je bio otac kralja Filipa VI. Sretnog te predak kraljeva.
Karlova prva supruga bila je Margareta, grofica Anjoua te je par imao djecu, a ovo je popis:
- Izabela, supruga Ivana III. Bretonskog
- Filip VI. Sretni, suprug svoje sestrične Ivane Hrome
- Ivana Valois, grofica Hainauta
- Margareta Valois, grofica Bloisa
- Karlo II., grof Alençona

Sa svojom drugom suprugom, Katarinom I., latinskom caricom, Karlo je imao kćer Katarinu Valois–Courtenay, kao i kćer Ivanu Valois, groficu Beaumonta. Katarina je Karlu također rodila kratkoživućeg Ivana i opaticu Izabelu.
Treća je Karlova supruga bila Matilda Châtillonska; ovo su djeca:
- Marija Valois, vojvotkinja Kalabrije
- Izabela Valois (1313. – 1383.)
- Blanka Valois
- Luj, lord Châteauneuf-en-Thymeraisa